# Canarium divergens
Canarium divergens är en tvåhjärtbladig växtart som beskrevs av Adolf Engler. Canarium divergens ingår i släktet Canarium och familjen Burseraceae. Inga underarter finns listade i Catalogue of Life.